# Parete Nord del Monte Tagliaferro

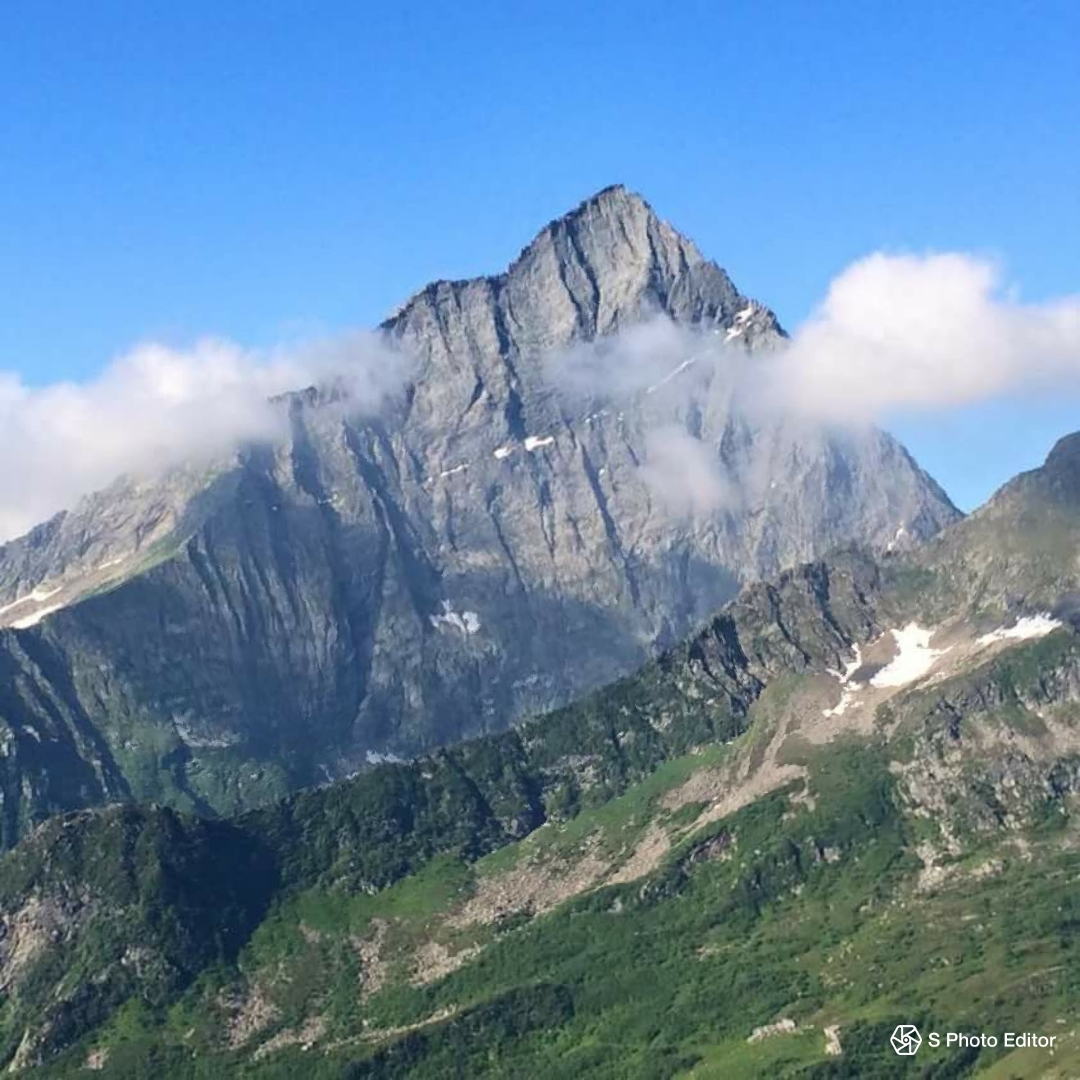
La parete nord del Monte Tagliaferro, la neve evidenzia la cengia Haida Weg

La parete Nord del Monte Tagliaferro è la più verticale e impervia di questa montagna; inoltre, grazie ai suoi 1100 m verticali di sviluppo, è la parete ininterrotta più sviluppata in Valsesia e in tutta la provincia di Vercelli, compreso il Massiccio del Monte Rosa. Si trova in provincia di Vercelli, nel territorio comunale di Alto Sermenza. Alla base di essa sono presenti diversi nevai perenni che danno vita al Rio Valmontasca, che percorre l'omonima valle. È composta da solido Gneiss misto a Granito, questo la rende molto frequentata da alpinisti che nei secoli hanno aperto numerose vie di arrampicata.

## Conformazione
Ha uno sviluppo verticale minimo di 400 m, e massimo di 1100, mentre orizzontalmente di circa 1500 m. La particolarità che la contraddistingue è la cengia Haida Weg (dal Walser "brutta strada"), che la taglia orizzontalmente a due terzi del suo sviluppo, è larga dai 4 metri ai 50 cm, su di essa la neve persiste anche in estate inoltrata, questo rende tutto il settore sottostante alla cengia costantemente umido e parzialmente ricoperto da muschio. per comodità è stata suddivisa in vari settori:

### Settore Est
Si sviluppa da 1900 m a 2400 circa, È una parte della parete totalmente inesplorata e di interesse alpinistico nullo, il motivo principale è che è ricoperta da erba e ontanelle alpine, il che la rendono scivolosa e senza possibilità di assicurazioni, inoltre è solcata da due profondi canaloni che costantemente scaricano detriti.

### Settore Centrale
Questa è la porzione principale della parete e quella su cui si sviluppano la maggior parte dei tracciati alpinistici, è a sua volta divisa in 3 fasce ben distinte per altitudine e conformazione rocciosa, dal basso verso l'alto:

#### Prima fascia: placche levigate
Questa prima fascia si sviluppa dai nevai perenni fino ad un evidente cambio di pendenza, ha un'inclinazione media di 85°, con alcuni strapiombi. In passato non era visibile poiché coperta dal ghiacciaio della Valmontasca, oramai ritirato completamente, proprio questa caratteristica ha fatto si che il ghiaccio levigasse la roccia.

#### Seconda fascia: cenge erbose
Dopo un evidente cambio di pendenza, la parete diventa meno inclinata e ricca di cenge erbose, questa fascia è complessa e ricca di creste minori e piccoli canaloni, la roccia è meno solida e per gli alpinisti può essere rischioso il passaggio poiché difficilmente proteggibile. questo settore termina in corrispondenza della cengia Haida Weg.

#### Terza fascia: roccia solida
Dalla cengia alla vetta la parete si impenna nuovamente, in particolare, al centro di questa fascia, scendendo verticalmente dalla vetta, si incontra una zona strapiombante, simile a un occhio. La terza fascia è la migliore per l'arrampicata, perché, complice l'altitudine, non è attaccata da erba e muschio ed è perciò molto più asciutta.

### Settore Ovest
È solcato centralmente da un profondo canalone, che lo divide in due metà; una è praticamente verticale, se non strapiombante, e termina sulla cresta nord, costituendone il passaggio più difficile (V-); l'altra non si può neanche considerare parete, è poco pendente e più erbosa che rocciosa, termina a ovest con la cresta Nord al Colle Mud.

## Alpinismo

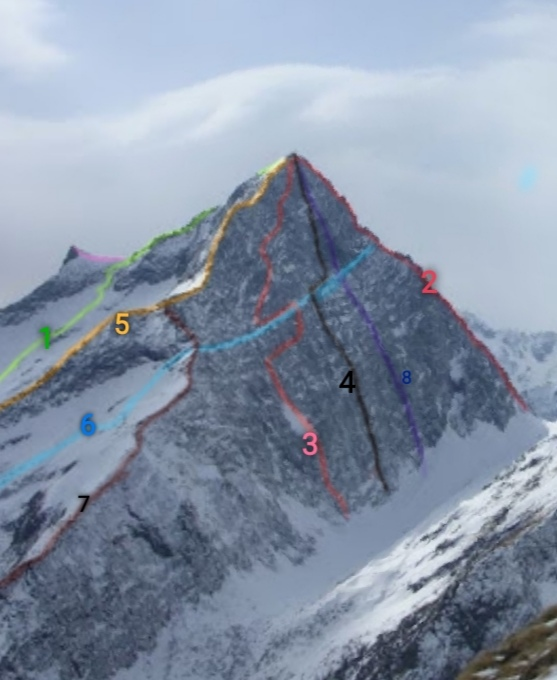
Alcune vie di arrampicata sulla parete nord

### Via Normale alla parete Nord
Questa via, aperta nel 21 Luglio 1938 da Francesco Ravelli e Adolfo Vecchietti, è stata considerata all'epoca un'impresa, dopo diversi fallimenti e anche una tragedia. Si attacca più o meno al centro della parete seguendo prima una cresta, poi varie cenge fino all'Haida Weg, poi si percorre un tratto della cengia verso sinistra per evitare il temuto "occhio", si esce sulla cresta Est a poche decine di metri dalla vetta. Ha uno sviluppo di 1 000 m e difficoltà costanti di III e IV grado (D) è possibile un'uscita a metà parete sulla Haida Weg in caso di maltempo.

### Direttissima
Dopo molto tempo, nel 1963, Pietro Aredi e Boris Verderber tentano l'apertura di una nuova via: deve percorrere verticalmente dalla base alla vetta la parete, senza aggirare i "problemi" in gergo più complessi. Dopo aver superato la prima fascia, nel mezzo del settore più instabile, precipitano tragicamente; a loro è dedicata una targa alla base della cresta Nord. Nonostante la disgrazia, la corsa alla vetta è ancora aperta e nell'agosto del 1964 Gilberto Negri e Gualtiero Pagano aprono questa nuova via che segue in parte la normale, ma al posto di aggirare l'occhio lo affronta (anche se non nella zona più strapiombante) e sbuca direttamente in vetta. Supera difficoltà ancora maggiori della precedente (V e un passaggio di VI grado).

### L'Occhio

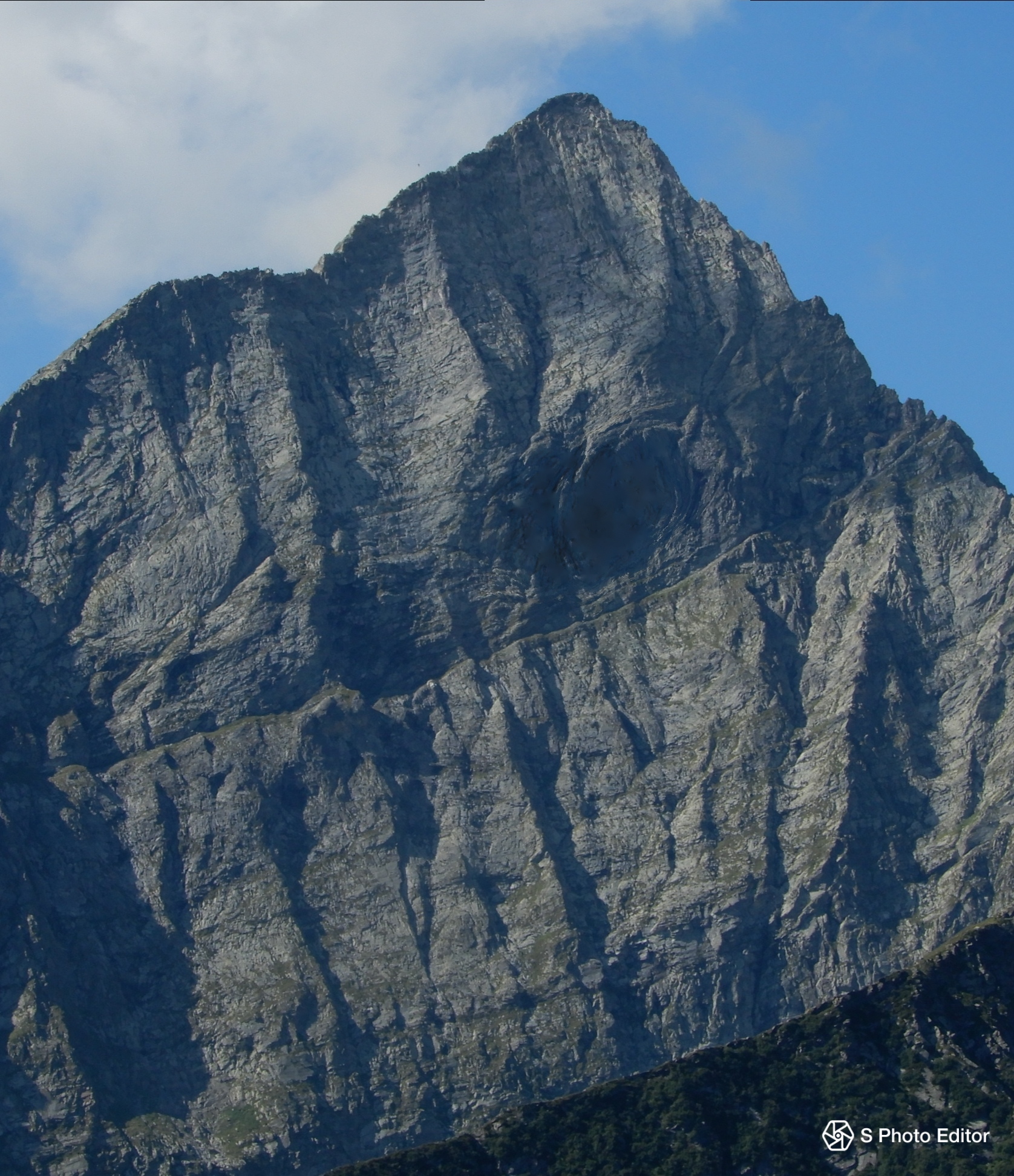
La parete Nord, al centro ben visibile il famigerato occhio

L'Occhio è il caratteristico settore strapiombante sulla parete Nord, ha un diametro verticale di 100 m e orizzontale di 130, è tagliato a metà da una spaccatura che ha permesso il passaggio per la via direttissima, ma è nella parte a destra di quest'ultima che diviene decisamente strapiombante; la roccia inoltre è annerita da un passaggio d'acqua, e con un po' di fantasia può essere considerata la "pupilla" del Tagliaferro. 5 anni dopo aver liberato la direttissima, sempre Gilberto Negri e Gualtiero Pagano ripercorrono quest'ultima fino all'Haida Weg, e cominciano ad ascendere il centro dello strapiombo (la pupilla); dopo due tiri e 70 metri verticali percorsi, decidono di tornare indietro per l'eccessiva difficoltà del percorso. Tuttora il famoso occhio non è stato ancora liberato, è stato stimato che per superarlo si debbano affrontare passaggi di VII grado.

### Nord invernale
Nel gennaio 1970 nuovamente Gilberto Negri ha ripercorso la via normale della parete in invernale, un'ascensione molto pericolosa per cui bisogna scegliere giornate molto fredde in cui il sottile manto nevoso rimanga stabile.

### Via Canta Laida
Nel 2016 Alberto Zucchetti e alcuni suoi compagni hanno aperto una nuova via sulla nord, che concatena i passaggi più complessi delle vie precedenti, con uno strapiombo finale e un'inedita uscita in corrispondenza di un dosso sulla cresta est. Supera difficoltà massime di VII grado e costanti di VI è V.

### Via 2017
È la via più dura sulla montagna, aperta nel 2017, affronta l'occhio sulla destra e uno strapiombo nella prima fascia. Con uno sviluppo di 1 100 m e difficoltà di 6c (forse anche 7a) non ancora ripetuta.
Ps. Esistono molte altre vie sulle pareti della montagna ma sono molto poco percorse e meno importanti.

## Haida Weg
Osservando il Tagliaferro da nord, non si può non notare la grandiosa cengia che la taglia in tutto il suo sviluppo, è proprio questa cengia che ha creato la leggenda del Monte Tagliaferro, dagli abitanti di rima considerato quasi sacro: si narra che la Haida Weg, tradotto significa "brutta strada" sia stata intagliata dai Romani, che poi avrebbero scavato una grotta e posizionato un tesoro, da allora molti alpinisti avrebbero cercato di raggiungerlo, ma il tesoro era custodito da un rospo, che si gonfiava a tal punto da impedire il passaggio sulla cengia... Anticamente alcuni pastori della zona notarono che le loro mucche andavano a pascolare sull'Haida Weg, perché lì c'era un'erba molto fresca, ma precipitavano, allora fu costruito un cancelletto per non farle passare. Tuttora questo cancello esiste ed è una difficoltà in più per gli escursionisti che la attraversano, in ogni caso è possibile percorrere la Haida Weg nella sua interezza senza difficoltà alpinistiche particolari, se non l'esposizione impressionante.